# What/If
What/If è una miniserie televisiva statunitense del 2019 creata e prodotta da Mike Kelley.
La miniserie, composta da 10 episodi, è stata distribuita da Netflix il 24 maggio 2019, in tutti i paesi in cui è disponibile.

## Trama
La serie segue le vicende di Sean e Lisa, due sposi novelli in difficoltà economiche che accettano la proposta pericolosa di una misteriosa e ricca benefattrice, Anne, per ottenere un prestito, che cambierà per sempre le loro vite.

## Puntate
| Stagione       | Puntate | Pubblicazione USA | Pubblicazione Italia |
| -------------- | ------- | ----------------- | -------------------- |
| Prima stagione | 10      | 2019              | 2019                 |

## Personaggi e interpreti

### Principali
- Anne Montgomery, interpretata da Renée Zellweger, doppiata da Giuppy Izzo.
- Sean Donovan, interpretato da Blake Jenner, doppiato da David Chevalier.
- Lisa Ruiz-Donovan, interpretata da Jane Levy, doppiata da Valentina Mari.
- Marcos Ruiz, interpretato da Juan Castano, doppiato da Emiliano Coltorti.
- Lionel, interpretato da John Clarence Stewart, doppiato da Roberto Gammino.
- Todd Archer, interpretato da Keith Powers, doppiato da Luca Mannocci.
- Angela Archer, interpretata da Samantha Maire Ware, doppiata da Benedetta Degli Innocenti.
- Dottor Ian Harris, interpretato da Dave Annable, doppiato da Roberto Chevalier.
- Cassidy Barrett, interpretata da Daniella Pineda, doppiata da Laura Lenghi.
- Avery Watkins, interpretato da Saamer Usmani, doppiato da Simone D'Andrea.
- James Foster, interpretato da Louis Herthum, doppiato da Carlo Valli.

### Ricorrenti
- Gage Scott, interpretato da Gabriel Mann, doppiato da Fabrizio Dolce.

- Maddie Carter, interpretata da Allie MacDonald, doppiata da Francesca Manicone.

- Kevin, interpretato da Derek Smith, doppiato da Francesco Pezzulli.
- Sophie, interpretata da Nana Ghana.
- Miles, interpretata da Monique Kim.

### Ospiti
- Billy, interpretato da Keegan Allen, doppiato da Riccardo Rossi.

- Christine, interpretata da Marissa Cuevas, doppiata da Barbara Pitotti.

- Liam Strom, interpretato da Julian Sands

## Produzione
Il 17 agosto 2018, è stato annunciato che Netflix aveva ordinato dieci episodi della miniserie.
Accanto all'annuncio, è stato confermato che Renée Zellweger sarebbe stata la protagonista della serie. Ad agosto 2018, è stato annunciato che Jane Levy e Blake Jenner si sono uniti al cast per interpretare due dei personaggi principali. A settembre 2018, è stato riferito che Samantha Ware, Juan Castano, Keith Powers, Saamer Usmani, Dave Annable e Louis Herthum avrebbero fatto parte del cast. A dicembre 2018, è stato annunciato che Daniella Pineda si era unita al cast principale e che Tyler Ross, Derek Smith, Nana Ghana, Monique Kim e Marissa Cuevas avrebbero fatto parte del cast.

## Promozione
Il 23 aprile 2019, è stato distribuito il teaser con l'annuncio della data di uscita della miniserie, il 24 maggio 2019. Il 13 maggio 2019, Netflix ha rilasciato il trailer ufficiale.

## Accoglienza
Sull'aggregatore di recensioni Rotten Tomatoes, la miniserie ha un punteggio di approvazione del 47% basato su 15 recensioni, con un punteggio medio di 5,64/10. In Metacritic, la miniserie ha ottenuto un punteggio medio ponderato di 66 su 100, basato su 6 critici, e indica "recensioni generalmente favorevoli".